# رالف باغنولد
العميد رالف ألجر باغنولد، حامل رتبة الإمبراطورية البريطانية، وزميل الجمعية الملكية (3 أبريل 1896 - 28 مايو 1990) كان مستكشف صحراء وجيولوجيًا وجنديًا إنجليزيًا من القرن العشرين.
في عام 1932 كان صاحب أول عبور مسجل من الشرق إلى الغرب في الصحراء الليبية. وكان عمله في مجال العوامل الريحية أساس كتاب فيزياء الرمال الريحية والكثبان الصحراوية، حيث أسس نظام علم تشكل الأرض الريحي، ويجمع بين ملاحظات العمل الميداني والتجارب والمعادلات الفيزيائية. وقد استُخدم عمله من قبل وكالة الفضاء الأمريكية ناسا في دراستها لتضاريس كوكب المريخ، وسمت الوكالة كثبان باغنولد على سطح المريخ تيمنًا به.
خلال الحرب العالمية الثانية كان جنديًا في الجيش البريطاني، حيث أسس وحدة الاستطلاع والتجسس والغارات خلف الخطوط «مجموعة الصحراء طويلة المدى»، وكان أول قائد لها في حملة شمال أفريقيا.

## النشأة
ولد باغنولد في ديفونبورت في إنجلترا. وقد شارك والده العقيد آرثر هنري باغنولد (1854-1943) (المهندسون الملكيون) في بعثة الإنقاذ في 1884-1885 لإنقاذ الجنرال غوردون في الخرطوم بالسودان. وكانت أخته الروائية والكاتبة المسرحية إنيد باغنولد التي كتبت رواية مخمل قومي عام 1935.
بعد تخرجه من كلية مالفيرن التحق بالأكاديمية العسكرية الملكية، وولويتش. وفي عام 1915 سار رالف باغنولد على خطى والده وجرى تكليفه بالعمل في سلاح المهندسين الملكيين. وأمضى ثلاث سنوات في الخنادق في فرنسا، ورد ذكره في إرساليات عام 1917 وحصل على وسام ليوبولد البلجيكي عام 1919. 
بعد الحرب درس باغنولد الهندسة في كلية غنفيل وكيوس في جامعة كامبريدج، وحصل على درجة الماجستير قبل العودة إلى الخدمة الفعلية مع الجيش البريطاني في عام 1920 مع فيلق الإشارات الملكية. وخدم في القاهرة وعلى الحدود الشمالية الغربية في الهند، حيث ورد ذكره مرة أخرى في الإرساليات. وفي كلا الموقعين أمضى الكثير من إجازته في استكشاف الصحاري المحلية. وبعد قراءة «الواحات المفقودة» لأحمد حسنين أمضى إحدى الرحلات في عام 1929 مستخدمًا سيارة فورد أي وشاحنتين من طراز فورد لاستكشاف مساحات شاسعة من الصحراء حول القاهرة إلى عين دلة التي كانت منطقة مشهورة باحتوائها على مدينة زرزورة الأسطورية. وبعد فترة وجيزة من تقاضيه نصف الأجر ترك الجيش في عام 1935، لكنه عاد للانضمام إليه عند اندلاع الحرب العالمية الثانية.

## استكشاف الصحراء
كان باغنولد ورفاقه في السفر من أوائل الرواد في استخدام السيارات لاستكشاف الصحراء. وفي عام 1932 استكشف باغنولد منخفض موردي في تشاد الحالية، ووجد أدوات ترجع إلى العصر الحجري القديم في الوادي. وكتب باغنولد عن أسفاره في كتاب الرمال الليبية: السفر في عالم ميت (نُشر لأول مرة عام 1935، وأعيد طبعه بواسطة مكتبة العلند في عام 2010). ويعود الفضل إليه في تطوير البوصلة الشمسية، والتي لا تتأثر بترسبات خام الحديد الكبيرة الموجودة في المناطق الصحراوية أو المركبات المعدنية مثل البوصلة المغناطيسية. وخلال الثلاثينيات من القرن العشرين بدأت مجموعته أيضًا ممارسة تقليل ضغط الإطارات عند القيادة فوق الرمال الرخوة.
بالإضافة إلى ذلك يعود الفضل إلى باغنولد في ابتكار طريقة للقيادة فوق الكثبان الرملية الكبيرة الموجودة في «البحار الرملية» في الصحراء الليبية. وقد كتب: «لقد زدت السرعة. انطلق جدار ضخم لامع من اللون الأصفر عاليًا في السماء. كانت الشاحنة مائلة بعنف إلى الوراء، ونهضنا كما في المصعد، بسلاسة دون اهتزاز. وطفونا فوق سحابة صفراء. توقفت جميع حركات السيارات المعتادة؛ أخبرنا عداد السرعة فقط أننا ما زلنا نتحرك بسرعة. كان أمرًا لا يصدق». ومع ذلك لاحظ فيتزروي ماكلين أن «الكثير من الاندفاعات كانت لها عقوباتها. سقطت العديد من الكثبان الرملية بحدة في المسافة البعيدة. جانبًا إذا وصلت إلى القمة بأقصى سرعة، فمن المحتمل أن تغوص على حافة الهاوية، وينتهي الأمر بشاحنتك رأسًا على عقب فوقك».
جرى اكتشاف فيلم صامت مؤخرًا يوثق استكشافات باغنولد وهو متاح من خلال معهد الفيلم البريطاني.